# The Damned United
The Damned United (El nuevo entrenador en Hispanoamérica) es una película de 2009 dirigida por Tom Hooper, producida por BBC Films y basada en la novela The Damned Utd, de David Peace. La cinta está protagonizada por Michael Sheen, Timothy Spall, Colm Meaney y Jim Broadbent.
La película trata sobre la trayectoria, entre 1968 y 1974, del polémico entrenador de fútbol Brian Clough. Partiendo de su breve trayectoria de 44 días en el Leeds United, por entonces el club más fuerte de la liga inglesa, The Damned United profundiza en la vida deportiva de Clough al frente del Derby County y el Leeds; su relación con su asistente Peter Taylor, y su rivalidad con Don Revie.
Aunque la producción de The Damned United comenzó en 2007, no se estrenó en Reino Unido hasta el 27 de marzo de 2009. La buena aceptación del público hizo que se estrenara también en Estados Unidos, el 25 de septiembre del mismo año.

## Argumento
Después de que Inglaterra no se clasificara para el Mundial de Alemania, el seleccionador Alf Ramsey es cesado y en su lugar se contrata a Don Revie (Colm Meaney), técnico que cosechó muchos éxitos con el Leeds United. Su sustituto en el equipo es Brian Clough (Michael Sheen), anterior entrenador del Derby County y feroz crítico del Leeds, que destacó por un estilo de juego físico y violento bajo las órdenes de Revie. Clough llega al equipo sin su asistente Peter Taylor (Timothy Spall), que ha rechazado irse con él para fichar por el Brighton. La película alterna en su narración los días de Clough en el Leeds con su trayectoria en el Derby County.
La película profundiza en la mala relación entre Brian Clough y Don Revie, que según el guion se origina cuando el Derby County, equipo de Clough que en esos años permanece en los últimos puestos de la Segunda División, recibe en la FA Cup de la temporada 1967/68 al Leeds United, líder de la liga inglesa. Clough se ilusiona con su visita porque le ve como una persona afín, pero pese a sus esfuerzos por agradarle, no se siente correspondido porque Revie no le llegó a saludar. El Derby County fue derrotado por 0:2.
Tras su derrota, Clough quiere subir a la máxima categoría para derrotarlo en liga, y discute con Taylor la necesidad de fichar un jugador organizativo. Su asistente le recomienda al veterano Dave Mackay, junto a otros jóvenes jugadores de divisiones inferiores. Pese a la oposición del presidente por contratarlos, el Derby County remonta su situación y sube a Primera División. El Derby County consigue derrotar al Leeds en su casa, en su temporada de debut. En 1972 se proclama campeón de liga, y consigue jugar en la Copa de Europa.
Días antes de un partido de la Copa de Europa contra la Juventus de Turín, el Derby tenía que enfrentarse en liga frente al Leeds United de Don Revie. Pese a la advertencia de su presidente, que le pidió jugar con los reservas para estar listos para Europa, Clough alinea a todos sus titulares por el orgullo de derrotar a su rival. En respuesta, el equipo de Revie desempeña un juego muy violento, varios jugadores del Derby se lesionan y el capitán del Leeds, Billy Bremner (Stephen Graham), desea a Clough "suerte" de forma sarcástica. Días después, los ingleses fueron eliminados del torneo europeo. Clough descalifica al presidente del club y le presenta su dimisión, con intención de presionarlo para conseguir sus objetivos. Sin embargo, la directiva no cede y acepta su renuncia. Pese a poner a los aficionados a su favor, tanto Clough como Taylor se tienen que marchar.
Después de que la polémica de su despido haya amainado, Peter Taylor logra convencerlo para fichar por el Brighton & Hove Albion. El técnico acepta la oferta si el club le paga unas vacaciones a Mallorca, y durante su estancia en España, Clough recibe la visita de un representante del Leeds United, que le ofrece la plaza de Don Revie porque éste se marcha a la selección inglesa. Clough rompe su compromiso anterior pero Peter Taylor rechaza marcharse con él, ambos discuten y desde ese momento toman caminos separados.
Volviendo a la línea argumental presente, la relación de Clough con sus jugadores del Leeds United es completamente negativa. El club pierde la Charity Shield frente al Liverpool FC, con un grave incidente entre Bremner y Kevin Keegan, y en meses posteriores firma su peor debut en liga en 20 años. La afición se pone en su contra, reclama la vuelta de Don Revie y Clough termina siendo cesado por la directiva. Horas después, en una entrevista para Yorkshire Television, Clough se ve obligado a debatir con Don Revie, a quien le recrimina no haberle saludado en aquel partido de la FA Cup de 1968 que inició su rivalidad. La cinta termina con un Brian Clough arrepentido, que se marcha a Brighton para disculparse con Peter Taylor.

## Lanzamiento y recepción

### Críticas

#### Anglosajonas y de otros países
La prensa inglesa elogió en su mayoría a la película. En el sitio web Rotten Tomatoes, en el que se recogen diversas críticas de especialistas en la industria, el filme posee actualmente un 94% de opiniones positivas. La conclusión final afirma que la grabación «es mejor que cualquier otra relacionada con el fútbol», además de elogiar la actuación de Michael Sheen. Asimismo, el periodista indio Sukhdev Sandhu, en una reseña para el diario británico The Daily Telegraph, comparó a Sheen con Mike Yarwood. No obstante, realizó una observación negativa al decir que «[Sheen] es incapaz de hacer que Clough sea lo suficientemente intrigante».
Peter Bradshaw, del The Guardian, le dio cuatro estrellas describiéndola como «fresca, inteligente... [y] asombrosamente envolvente». Además, alabó el trabajo de Sheen y Meaney. Philip French, por su parte, resaltó lo siguiente: «Michael Sheen y Peter Morgan se unen de nuevo para ofrecer 93 atractivos y sugestivos minutos de fútbol». William Thomas calificó la película con un tres sobre cinco en una publicación de la revista cinematográfica Empire. En ella, destacó la capacidad del filme de «capturar el afán emocional del fútbol», aunque añadió que se trata «más de una colección de escenas abruptamente observadas que un conjunto agradable». En el veredicto final, Thomas dijo: «Sheen prospera en el disfraz de un idiosincrásico Clough en una brillantemente sincera, pero pequeña, parábola futbolística».
En Estados Unidos, Roger Ebert le dio tres estrellas y media sobre cuatro. Al comenzar su evaluación del filme, comentó que «aunque de manera complicada, han sido capaces de resolver el enigma de Brian Clough que tanto fascina al Reino Unido».  Refiriéndose a la actuación de Sheen dijo: «ha sido capaz de encarnar a iconos británicos modernos de una forma tan extraña que ha desaparecido dentro de ellos». Ebert también resaltó que la película «no está centrada principalmente en mostrar el juego [...] sino que se centra en la personalidad de Clough». En la conclusión de la reseña afirmó que «hoy en día en Gran Bretaña, solo con mencionar los cuarenta y cuatro días, todos sabrán que estás hablando de la trayectoria de Brian Clough en el Leeds United gracias a la grabación». De la misma manera que Ebert e incluso dándole media estrella más —lo que supone un pleno—, Elizabeth Weitzman y Joe Neumaier se centraron en el papel del protagonista y afirmaron que Sheen «ha sido capaz de convertir una película deportiva ordinaria en un éxito» y que «[a pesar] del buen trabajo del director, Tom Hooper, y de los otros protagonistas, Colm Meaney y Timothy Spall, es él quien consigue encontrar nuevas facetas de su personaje en cada escena y quien dispara y marca el gol».
El diario canadiense The Globe and Mail le dio la mitad de las estrellas posibles en su calificación. En ella, el crítico Rick Groen destacó que «The Damned United es como un jugador habilidoso que, simplemente, no puede meter gol [...] y, además, es frustrante». A diferencia de Groen, Desson Thomson, del periódico estadounidense The Washington Post, tachó el filme de excelente al otorgarle la máxima cantidad de estrellas posibles. En su revisión, congratuló al equipo que había desarrollado el casting para elegir a los actores diciendo que «Sheen es la perfecta imagen de Clough».

#### Españolas
Javier Ocaña, del diario español El País, consideró a la película como «una obra casi shakespeariana sobre lealtades, egos, abdicaciones, herencias y contubernios [... que] acaba conformándose como un gran acontecimiento para las habitualmente tortuosas relaciones entre cine y fútbol», mientras que David Broc, del sitio web también español Fotogramas, le otorgó cuatro estrellas sobre un total de cinco y comentó que se trata «de además de la mejor película ambientada en el mundo del fútbol de todos los tiempos, una impecable reflexión sobre la soledad de un deporte». No obstante, en una crítica para el diario ABC, José Manuel Cuéllar consideró que «con un elenco de actores, principales y secundarios, excelentes [...] se queda corta en el realismo, algo huele a cartón piedra en el relato».